# Julius Wolff
 Ikke at forveksle med Julius Wolf.
Julius Wolff (16. september 1834 i Quedlinburg – 3. juni 1910 i Charlottenburg) var en tysk digter.
Wolff studerede filosofi og handelsvidenskab i Berlin, overtog sin faders klædefabrik, deltog i krigen 1870—71 og bosatte sig derpå i Berlin. Her begyndte han, under det levende indtryk af krigsbegivenhederne, sin digtning, skrev lyrik som opsangene Herrlich auferstanden bist du, Deutsches Reich og Die Fahne der Einundsechziger, der findes i hans første bog, digtsamlingen Aus dem Felde (1871).
Den efterfulgtes af hans episke digtninge Till Eulenspiegel redivivus (1874), Der Rattenfänger von Hameln (1875, 76. oplag 1909) og Der Wilde Jäger (1877, 105. oplag 1909), der viser ham som en ivrig efterligner af Scheffel. Han er en formfuld lyriker, men stivner hurtig i romantiske overleveringer.
Han var lige til sin død meget produktiv, — af hans senere arbejder kan nævnes Tannhäuser, ein Minnegesang, dramaet Drohende Wolken, fortællingerne Der Raubgraf og Das Recht der Hagestolze, digtningen Renafa, Der fliegende Holländer, eine Seemannssage, den moderne roman Zweifel der Liebe (1904) og den historiske fortælling Der Sachsenspiegel (1909).
Hans digtning blev mere og mere epigonagtig, dens kunstneriske værdi stadig svagere. Sämtliche Werke, udgivet med biografi af Josef Lauff, udkom i to serier, hver på 16 bind (Berlin 1912 og følgende). Han egnedes monografier af Alfred Ruhemann (Julius Wolff und seine Dichtungen 1886) og Julius Hart (Julius Wolff und die moderne Minnepoesie 1882).